# Håvard Holmefjord Lorentzen
Håvard Holmefjord Lorentzen (Bergen, 2 oktober 1992) is een voormalig Noors langebaanschaatser die een voorkeur had voor het sprinten. Tijdens de Olympische Winterspelen in Pyeongchang in 2018 won hij goud op de 500 meter en zilver op de 1000 meter.

## Carrière

### Nationale resultaten
De nationale doorbraak van Lorentzen kwam bij de Noorse afstandkampioenschappen 2011. Hij wist daar op de 1000m en 1500 het podium te behalen met brons en zilver en wist zich bovendien te plaatsen voor de wereldbekerwedstrijden op de 5000m. Het jaar daarop was hij bij de nationale kampioenschappen nog sterker. Hij won goud op de 1000m.

### Internationale resultaten
Lorentzen maakte zijn debuurt in het wereldbekercircuit in Heerenveen in november 2010. Hij deed daar meteen aan 3 afstanden mee. In de A-divisie werd hij 23e op de 5000m. De 1000 en 1500m reed hij in de B-divisie en werd op die afstanden 11e en 6e. Op het WK sprint in Astana eindigde hij als dertiende met als hoogtepunt op de afsluitende 1000 meter een derde plaats. Op 28 januari 2017 won Lorentzen zijn eerste wereldbekermedaille door in Berlijn als derde te eindigen op de 1000 meter achter de Nederlanders Kjeld Nuis en Kai Verbij. Bij het WK Sprint in Calgary zorgde hij ervoor dat Noorwegen voor het eerst sinds jaren weer op het podium eindigde door als tweede te eindigen achter Verbij.
Op 19 februari 2018 won Lorentzen na Ådne Søndrål in 1998 in Nagano weer Olympisch goud door de 500 meter te winnen in 34,41. Ook de WK-titel sprint was historisch; hij werd de opvolger van zijn landgenoot Frode Rønning die in 1981 voor het laatst wereldkampioen werd.
Na seizoen 2019/2020 namen zijn prestaties af. Zijn beste prestatie in de wereldbeker op de 500 meter was een dertiende plaats en een vierde plaats op de 1000 meter tijdens de WK Afstanden. Tijdens het WK allround in Hamar liep Lorentzen bovendien het coronavirus op via Hege Bøkko. Op verzoek van Nuis traint hij sinds juni 2020 bij Team Reggeborgh van Gerard van Velde in aanloop naar seizoen 2020/2021.

## Records

### Persoonlijke records
| Afstand      | Tijd     | Datum            | Baan           |
| ------------ | -------- | ---------------- | -------------- |
| 500 meter    | 0 34,35  | 8 februari 2019  | Inzell         |
| 1000 meter   | 1.06,51  | 9 maart 2019     | Salt Lake City |
| 1500 meter   | 1.44,45  | 15 november 2013 | Salt Lake City |
| 3000 meter   | 3.49,83  | 2 november 2013  | Salt Lake City |
| 5000 meter   | 6.39,99  | 7 november 2010  | Hamar          |
| 10.000 meter | 14.40,65 | 24 februari 2013 | Hamar          |

### Wereldrecords
| Nr.  | Afstand                  | Tijd      | Datum            | Baan         |
| ---- | ------------------------ | --------- | ---------------- | ------------ |
| jr1. | Achtervolging (junioren) | *3.50,02  | 14 maart 2010    | Moskou       |
| jr2. | Achtervolging (junioren) | **3.47,45 | 20 november 2011 | Tsjeljabinsk |

|  | = huidig wereldrecord |

* samen met Simen Spieler Nilsen en Sverre Lunde Pedersen
** samen met Kristian Reistad Fredriksen en Sverre Lunde Pedersen

## Resultaten
| Jaar | EK Sprint            | WK sprint            | WK afstanden                      | Olympische Spelen                             | Wereldbeker                                 | WK junioren                                       |
| ---- | -------------------- | -------------------- | --------------------------------- | --------------------------------------------- | ------------------------------------------- | ------------------------------------------------- |
| 2010 |                      |                      |                                   |                                               |                                             | DQ3 · (11, 16, dq, -) · 18e 5000m · achtervolging |
| 2011 |                      |                      |                                   |                                               | 44e 1000m 38e 1500m 52e 5k/10k              | NS2 · (13, ns, , -) · 4e 1000m · achtervolging    |
| 2012 |                      | N29 (29, 21, 29, -)  | 24e 1500m                         |                                               | 19e 1000m 24e 1500m 0p massastart           | 7e 500m · 1000m · 4e 1500m · achtervolging        |
| 2013 |                      |                      |                                   |                                               | 0p 500m 48e 1000m 0p 1500m                  |                                                   |
| 2014 |                      |                      |                                   | 32e 500m 11e 1000m 16e 1500m 5e achtervolging | 49e 500m 10e 1000m 20e 1500m 17e massastart |                                                   |
| 2015 |                      | 13e · (28, 12, 11, ) | 18e 1000m 22e 1500m               |                                               | 42e 500m 11e 1000m 17e 1500m 34e massastart |                                                   |
| 2016 |                      | 22e (28, 19, 27, 14) | 20e 1000m                         |                                               | 67e 500m 36e 1000m                          |                                                   |
| 2017 | 5e · (6e, , 6e, 6e)  | · (6e, 4e, 10e, )    | 7e 500m 6e 1000m 22e 1500m        |                                               | 13e 500m 4e 1000m 15e 1500m                 |                                                   |
| 2018 |                      | · (, , 4e)           |                                   | 500m · 1000m                                  | 500m · 1000m · 32e 1500m                    |                                                   |
| 2019 | · (4e, , , 5e)       | 4e · (, 4e, 6e, )    | 500m · 4e 1000m · DQ teamsprint   |                                               | 500m · 5e 1000m                             |                                                   |
| 2020 |                      | 5e (8e, 7e, 8e, 6e)  | 15e 500m · 4e 1000m · teamsprint  |                                               | 18e 500m 6e 1000m                           |                                                   |
| 2021 | 4e (6e, 7e, 7e, 5e)  |                      | 6e 500m 4e 1000m                  |                                               | 9e 500m 7e 1000m                            |                                                   |
| 2022 |                      | · (9e, , 9e, )       |                                   | 15e 500m · 1000m                              | 8e 500m 4e 1000m                            |                                                   |
| 2023 | 6e (9e, 5e, 7e, 11e) |                      | 10e 500m · 5e 1000m · teamsprint  |                                               | 17e 500m 8e 1000m                           |                                                   |
| 2024 |                      | 5e (15e, 4e, 8e, 6e) | 10e 500m · 14e 1000m · teamsprint |                                               | 14e 500m 5e 1000m                           |                                                   |

- = geen deelname
NC# = niet gekwalificeerd voor de laatste afstand, maar wel als #e geklasseerd in de eindrangschikking
DQ# = gediskwalificeerd voor de #e afstand
NS# = niet gestart op de #e afstand
(#, #, #, #) = afstandspositie op sprinttoernooi (500m, 1000m, 500m, 1000m) of op juniorentoernooi (500m, 3000m, 1500m, 5000m).

## Onderscheidingen
Voor zijn prestaties in het schaatsseizoen 2017/18 ontving Lorentzen op 23 mei 2018 de Oscar Mathisen-trofee. Die prestigieuze onderscheiding, ook wel bekend als de Oscar en bestemd voor de schaatser (m/v) met de aansprekendste prestatie van het jaar, dankte de Noor aan zijn gouden 500 meter op de Olympische Winterspelen in Pyeongchang. Hij veroverde in Zuid-Korea ook zilver op de 1.000 meter, achter Kjeld Nuis. Hij schreef bovendien de wereldtitel sprint en de wereldbeker op zijn naam.

## Privé
Håvard Holmefjord Lorentzen heeft een relatie met de Noorse schaatsster Hege Bøkko.
1924: Charles Jewtraw ·
1928: Clas Thunberg/Bernt Evensen ·
1932: Jack Shea ·
1936: Ivar Ballangrud ·
1948: Finn Helgesen ·
1952: Ken Henry ·
1956: Jevgeni Grisjin ·
1960: Jevgeni Grisjin ·
1964: Richard McDermott ·
1968: Erhard Keller ·
1972: Erhard Keller ·
1976: Jevgeni Koelikov ·
1980: Eric Heiden ·
1984: Sergej Fokitsjev ·
1988: Uwe-Jens Mey ·
1992: Uwe-Jens Mey ·
1994: Aleksandr Goloebev ·
1998: Hiroyasu Shimizu ·
2002: Casey FitzRandolph ·
2006: Joey Cheek ·
2010: Mo Tae-bum ·
2014: Michel Mulder ·
2018: Håvard Holmefjord Lorentzen ·
2022: Gao Tingyu